# 赫拉德茨-克拉洛韋天文台
赫拉德茨-克拉洛韋天文台（捷克語：Hvězdárna Hradec Králové）是位於捷克赫拉德茨-克拉洛韦南郊的天文台，成立於1961年。該天文台設有天象儀，並且捷克大氣物理研究所和捷克水文氣象學研究所也設於該天文台建築物內。

## 設備
- 42公分施密特攝星儀（焦距1000 mm）
- 40公分牛頓望遠鏡（焦距2000 mm）
- 25公分牛頓望遠鏡（焦距1250 mm）
- 20公分折射式望遠鏡（焦距3500 mm）

## 外部連結
- Observatory and Planetarium Hradec Králové （页面存档备份，存于）